# Here to hear
Here to hear is het negentiende album van Wishbone Ash. Het is het tweede album in de reüniesamenstelling die door Miles Copeland bij elkaar was geroepen. Het label No Speak bestond kennelijk kort, want op dit album mocht weer gezongen worden. Het album is opgenomen in de Beethoven Studio, de Air Studio en Unit 3. Het album verscheen in diverse hoezen op de markt. Het was het laatste album met Steve Upton achter de drumkit.

## Musici
- Andy Powell – gitaar, zang
- Ted Turner – gitaar zang
- Martin Turner – basgitaar
- Steve Upton – slagwerk

met
- Angie Giles, achtergrondzang op Mental radio

## Muziek
| Nr. | Titel                                         | Duur |
| --- | --------------------------------------------- | ---- |
| 1.  | Cosmic jazz (Martin Turner)                   | 3:30 |
| 2.  | Keeper of the light (Ted Turner, Upton)       | 3:56 |
| 3.  | Mental radio (Ted Turner)                     | 4:54 |
| 4.  | Walk on water (Martin turner)                 | 4:02 |
| 5.  | Witness to wonder (Ted Turner, Chris Difford) | 4:13 |
| 6.  | Lost cause in paradise (Martin Turner)        | 4:46 |
| 7.  | Who don’t we (Ted Turner)                     | 6:07 |
| 8.  | In the case (Ted Turner)                      | 3:35 |
| 9.  | Hole in my heart (part 1) (Martin Turner)     | 3:07 |
| 10. | Hole in my heart (part 2) (Wishbone Ash)      | 4:30 |